# Agorins
Els Agoriinae són una subfamília de la família dels saltícids, aranyes amb una gran capacitat de visió i de salt.

## Sistemàtica
La categorització dels gèneres en tribus s'ha realitzat seguint la proposta de Joel Hallan en el Biology Catalog.
- Agoriini
  - Agorius'‘, Thorell, 1877

- Dioleniini
  - Chalcolecta'‘, Simon, 1884
  - Diolenius'‘, Thorell, 1870
  - Furculattus'‘, Balogh, 1980
  - Lystrocteisa'‘, Simon, 1884
  - Tarodes'‘, Pocock, 1899

- Piliini
  - Bristowia'‘, Reimoser, 1934
  - Pilia'‘, Simon, 1902

- incertae sedis
  - Efate, Berland, 1938 (3 espècies, Micronèsia, Fiji, Vanuatu, Samoa)
  - Leptathamas'‘, Balogh, 1980 (1 espècie, Nova Guinea)
  - Rarahu'‘, Berland, 1929 (1 espècie, Samoa)